# Elecciones generales de Zambia de 1988
Las elecciones generales de Zambia de 1988 se realizaron el 26 de octubre del mismo año y fueron elecciones bajo la modalidad de Estado unipartidista, donde el UNIP era el único partido legal en Zambia.

## Proceso electoral

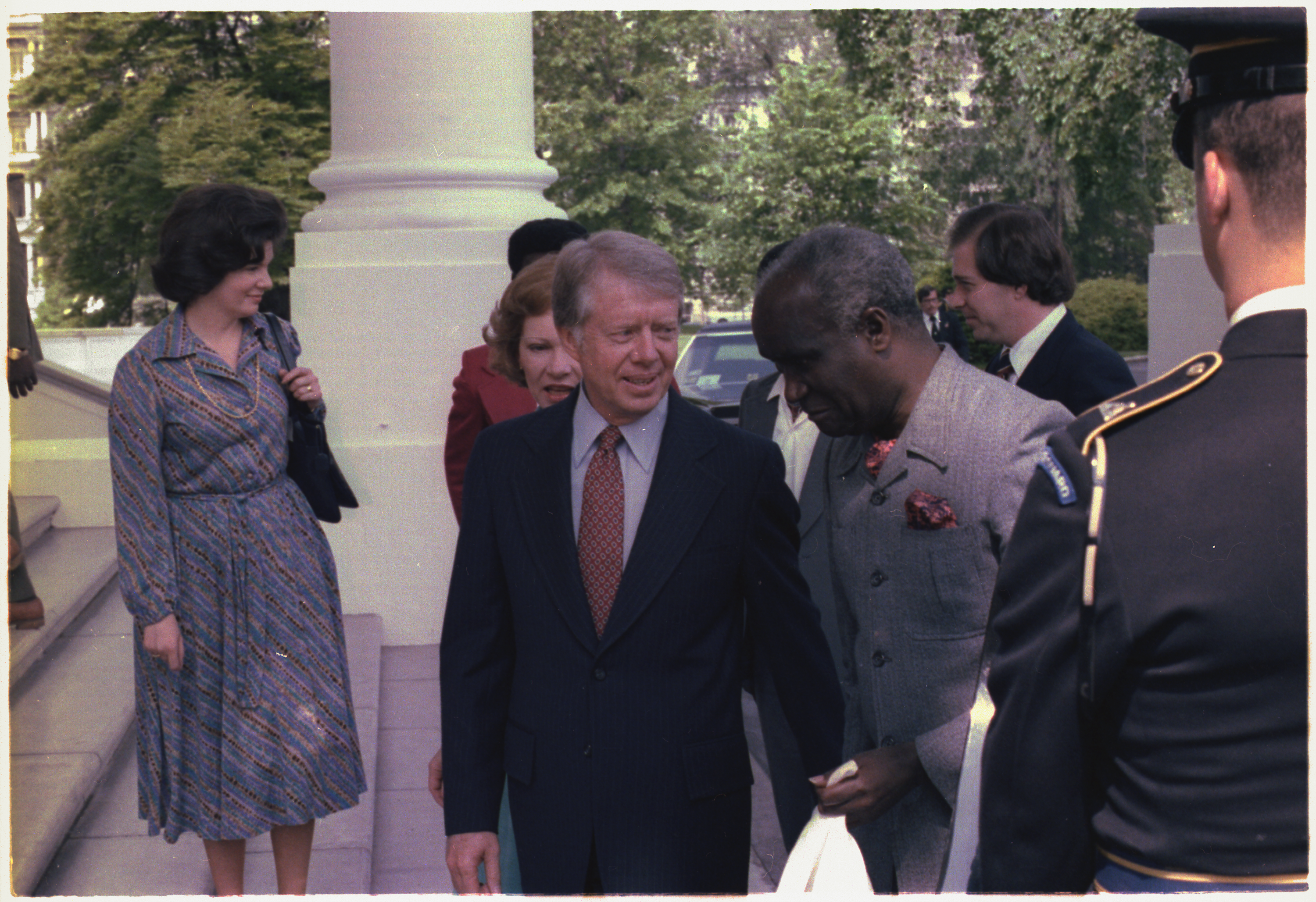
Presidente Jimmy Carter junto a Kenneth Kaunda en visita Zambia.

El presidente en ejercicio, Kenneth Kaunda, fue candidato a la reelección en estos comicios, representando al partido único, Partido Unido de la Independencia Nacional, logrando un 95,5% de los votos contra la opción del No, que representaba una posición opositora que lideraba el Movimiento por una Democracia Multipartidaria. El partido único controla también los 125 escaños de la Asamblea Nacional.
Antes de las elecciones, se efectuaron primarias para elegir a los candidatos a los 125 distritos electorales. Solamente los militantes del UNIP podían ser candidatos y votar, se escogían tres representantes que serían después candidatos para que la ciudadanía escogiera a uno y formara parte de la Asamblea Nacional.
Tras las elecciones, la oposición acusó de ilegítimo el sistema electoral y el sistema de unipartidismo. Se efectuaron graves incidentes en las protestas que enfrentaron a manifestantes con las fuerzas policiales y militares. A finales de 1990, los disturbios obligaron a enmendar la Constitución y terminar con el sistema del partido único, abriéndose al pluripartidismo.

### Elección presidencial[3]
|  | 95,5 % |

|  | 4,5 % |

|  | 96,9 % |

|  | 3,1 % |

|  | 100,0 % |

|  | 58,8 % |

### Elección Legislativa
| Partido Unido de la Independencia Nacional (UNIP)                   | 125 |
| Designados por el Presidente de la República                        | 10  |
| Portavoz designado por el Presidente de la República                | 1   |
| Total                                                               | 136 |
| Fuente: Zambia 1988: Elecciones Parlamentarias - Africans Elections |     |